# Une étoile nouvelle
Ne doit pas être confondu avec Fetia Api ou Nouvelle Star.
Une étoile nouvelle est une comédie en trois actes de Sacha Guitry, créée au théâtre Édouard VII le 6 décembre 1924.

## Distribution de la création
- Maxime Deschamps : Sacha Guitry
- Robert Le Ganigou : Jean Périer
- Gaëtan Filassier : Louis Kerly
- Monsieur Robinet : Montel
- Jeanne Le Ganigou : Yvonne Printemps
- Julie Laperot : Gaby Benda
- Ernestine Maillard : Luce Fabiole